# Sven Mathias Theodor Cederborg
Sven Mathias Theodor Cederborg, född 11 januari 1788 i Filipstads församling, Värmlands län, död 18 september 1849 i S:t Laurentii församling, Östergötlands län, var borgmästare i Söderköping.

## Biografi
Cederborg föddes 11 januari 1788 i Filipstad. Han var son till postmästaren Sven Cederborg (1755–1828) och Carolina Elisabeth Lundström i Söderköping. Cederborg blev student vid Lunds universitet 1803 och avlade hovrättsexamen 1805. Han blev 1809 borgmästare och stadsnotarie i Söderköpings stad. Från 1818 arbetade han som postmästare i staden. Cederborg avled 18 september 1849 i Söderköping.

### Familj
Cederborg gifte sig 1811 med Gustava Charlotta Dufva (1791–1861). De fick tillsammans barnen Philip Wilhelm (1817–1892), Lorentz August (1819–1878) och Frans Theodor (1822–1854).